# Јуичи Марујама
Јуичи Марујама (јап. 丸山 祐市; 16. јун 1989) јапански је фудбалер.

## Каријера
Током каријере је играо за Токио, Шонан Белмаре и Нагоја Грампус.

## Репрезентација
За репрезентацију Јапана дебитовао је 2016. године. За тај тим је одиграо 2 утакмице.

## Статистика
| Јапан  | Јапан   | Јапан  |
| Година | Наступи | Голови |
| ------ | ------- | ------ |
| 2016.  | 2       | 0      |
| Укупно | 2       | 0      |